# Hotel Theresa
Das Hotel Theresa, offiziell Theresa Towers, ist ein Bürohochhaus im Stadtbezirk Manhattan in New York City. Das frühere Apartment-Hotel war Mitte des 20. Jahrhunderts ein bedeutendes Zentrum des schwarzen Lebens in Harlem. Das Gebäude befindet sich am Adam Clayton Powell Jr. Boulevard (auch 7th Avenue) zwischen der West 124th und 125th Street (Martin Luther King, Jr. Boulevard) im Viertel Central Harlem in Upper Manhattan.

## Geschichte

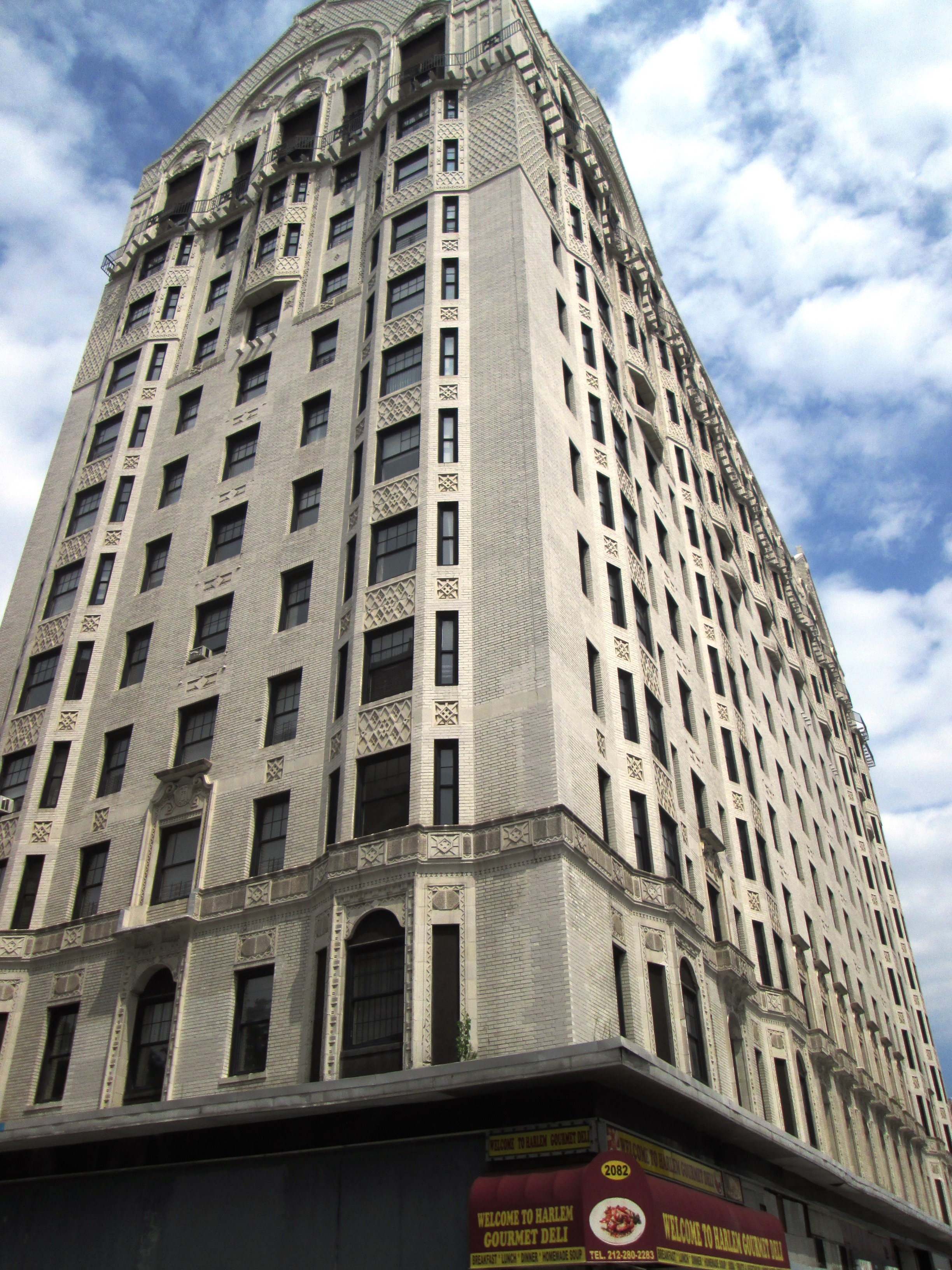
Theresa Towers im Jahr 2013

Das 13-stöckige Hotel Theresa wurde von der Firma George & Edward Blum entworfen und von 1912 bis 1913 erbaut. Die Eröffnung fand im Jahr 1913 statt. Bauherr war der Börsenmakler Gustavus Sidenberg (1843–1915), der das Hotel nach seiner Frau Theresa benannte. Das Gebäude war bis zum Bau des schräg gegenüber stehenden Adam Clayton Powell Jr. State Office Building im Jahr 1973 das höchste Gebäude in Harlem. Es hat eine auffallend weiße Terrakotta-Fassade und war bekannt als das Waldorf-Astoria von Harlem. In den Anfangsjahren akzeptierte das Hotel nur Gäste mit weißer Hautfarbe und einige wenige schwarze Berühmtheiten, bis 1937 der afroamerikanische Geschäftsmann Love B. Woods das Hotel kaufte und 1940 die Rassentrennung beendete.
Zu den prominenten Gästen zählten unter anderem Louis Armstrong, Sugar Ray Robinson, Lena Horne, Josephine Baker, Dorothy Dandridge, Duke Ellington, Muhammad Ali, Dinah Washington, Ray Charles, Little Richard, und Jimi Hendrix. 1962 starb der Rhythm-and-Blues-Gitarrist Walter Nelson dort an einer Überdosis Heroin.
Malcolm X leitete nach dem Bruch mit der Nation of Islam die Organisation für die afroamerikanische Einheit vom Hotel Theresa aus. Arrangiert von Malcolm X, wohnte Fidel Castro, der sich 1960 anlässlich einer Sitzung der Vereinten Nationen in New York aufhielt, mit seiner Delegation im Hotel. Sie belegten dabei 80 Zimmer. Castro wurde dort von Nikita Chruschtschow, den Schriftstellern Langston Hughes und Allen Ginsberg, dem ägyptischen Präsidenten Gamal Abdel Nasser und dem indischen Premierminister Jawaharlal Nehru besucht. Im Oktober 1960 führte John F. Kennedy zusammen mit Eleanor Roosevelt und anderen führenden Persönlichkeiten der Demokratischen Partei unter anderem im Hotel seinen Wahlkampf für die Präsidentschaft.
Das Hotel litt in den 1950er und 1960er Jahren unter dem anhaltenden Verfall Harlems und, ironischerweise, unter dem Ende der Rassentrennung in allen Teilen der Stadt. Da sich für Schwarze nun Alternativen boten, kamen sie nicht mehr so oft nach Harlem. Die Eigentümer hatten das Hotel seit Jahrzehnten nicht modernisiert und es galt als heruntergekommen. Neue Eigentümer begannen ab 1966 das Gebäude in Büroräume umzuwandeln und schlossen 1967 das Hotel. Das Gebäude wurde renoviert und restauriert, wobei das Äußere weitgehend so belassen wurde, und bis 1970 in ein Bürogebäude umgewandelt. Es erhielt dabei die neue Bezeichnung „Theresa Towers“, wobei der Schriftzug „Hotel Theresa“ am Gebäude erhalten blieb. Das Hochhaus wird neben den Büromietern auch von Teilen des Teachers College der Columbia University und des Touro College of Pharmacy genutzt.
Am 13. Juli 1993 erklärte die Landmarks Preservation Commission das Gebäude zum Wahrzeichen der Stadt New York. Am 16. Juni 2005 wurde das Hotel Theresa als Baudenkmal in das National Register of Historic Places eingetragen.

## Kultur
Einige Szenen des Hitchcock-Films Topas, die Handlung beschäftigt sich mit der Kubakrise 1962, wurden im und vor dem Hotel Theresa gedreht.